# 에부베일

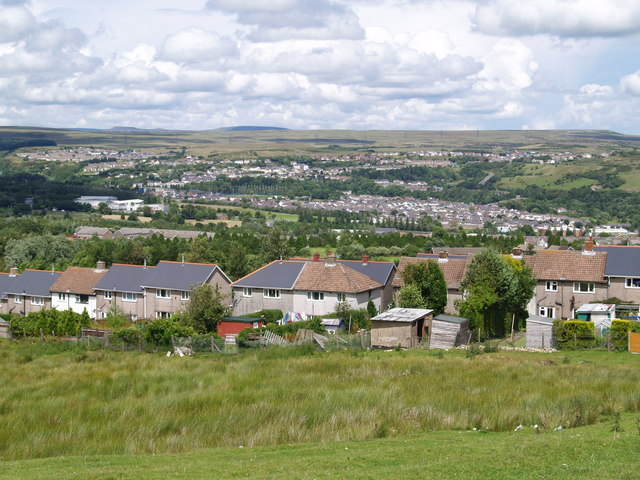
에부베일

에부베일(영어: Ebbw Vale, 웨일스어: Glyn Ebwy 글린에부이)은 웨일스 블라이나이궨트의 행정 중심지로 인구는 18,558명(2011년 기준)이다.